# Duc pescador de Blakiston
El duc pescador de Blakiston (Ketupa blakistoni; syn: Bubo blakistoni), és una espècie d'ocell de la família dels estrígids (Strigidae). Habita vegetació de ribera del sud-est de Sibèria, nord de Manxúria, Corea, illes Kurils, Sakhalín i nord del Japó. El seu estat de conservació es considera en perill d'extinció.

## Taxonomia
Anteriorment es considerava el duc pescador de Blakiston com a pertanyent al gènere Bubo. Però el Congrés Ornitològic Internacional, en la seva llista mundial d'ocells (versió 13.1, 2023) decidí traslladar al gènere Ketupa 9 espècies que estaven classificades dins de Bubo, entre les quals el duc pescador de Blakiston. Tanmateix, altres obres taxonòmiques, com el Handook of the Birds of the World i la quarta versió de la BirdLife International Checklist of the birds of the world (Desembre 2019), el consideren encara dins de Bubo.